# Karl William
Karl William Wandahl, född 1 januari 1995 i Århus, är en dansk R&B-sångare och låtskrivare. Han har bland annat vunnit talangpriset på danska P3 Guldgalan år 2015 och P3 Prisen året därefter. Bland hans mer kända låtar kan nämnas Døende från 2014, Placebo från 2015 och Livet från 2016.